# Henrique de Coimbra
Henrique Soares de Coimbra O.F.M. (Coimbra, c. 1465 – Olivença, 14 de setembro de 1532) foi um frade e bispo português. Célebre missionário na Índia e na África, viajou na frota de Pedro Álvares Cabral em 1500. No Brasil é conhecido por ter celebrado a primeira missa no país, em 26 de Abril de 1500.

## Biografia

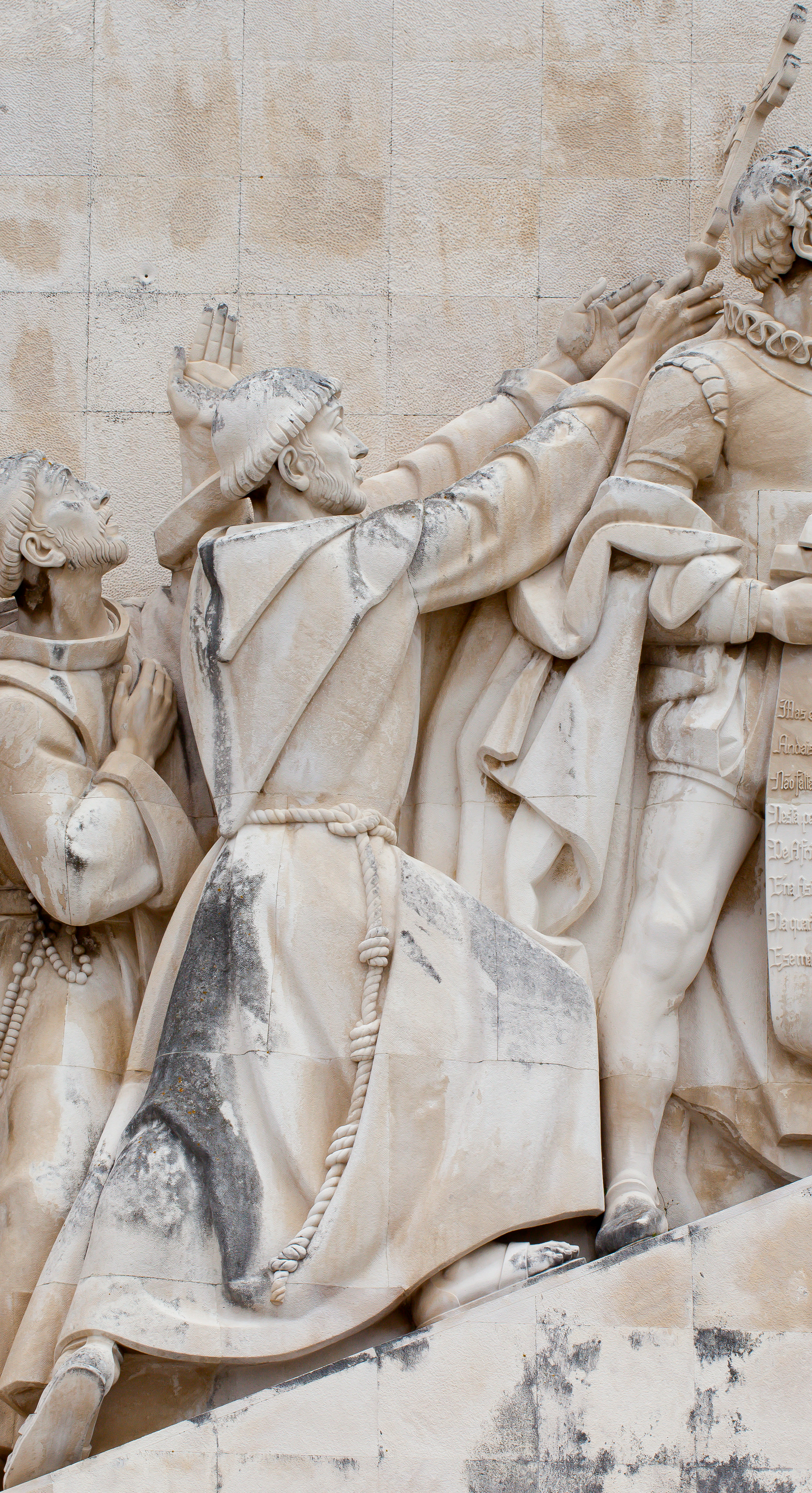
Frei Henrique de Coimbra no Padrão dos Descobrimentos, em Lisboa

D. Frei Henrique de Coimbra foi confessor de D. João II e do Convento de Jesus de Setúbal. Foi observante em Alenquer, no primeiro Convento Franciscano de Portugal. Na expedição de Pedro Álvares Cabral, Henrique de Coimbra dirigia um grupo de religiosos destinados às missões do Oriente. Já em Calecute, após o descobrimento do Brasil e a viagem até à Índia, cinco dos oito religiosos foram mortos no recontro com muçulmanos, na sequência da traição do samorim. Face ao fracasso da missão, Henrique de Coimbra regressou a Portugal.
D. Manuel I escolheu-o então para bispo de Ceuta Primaz da África e Administrador Apostólico de Valença, cuja confirmação foi dada pelo papa Júlio II a 30 de Janeiro de 1506.
Em 1512 celebrou um acordo com o arcebispo de Braga, D. Diogo de Sousa, que levou à inclusão de Olivença no território do bispado de Ceuta. E foi em Olivença que estabeleceu a sede do seu bispado. Nesta localidade, Henrique de Coimbra construiu os paços episcopais, o tribunal e o aljube, para além da igreja de Santa Maria Madalena, que serviu como sé catedral e é "um dos espécimes mais nobres e mais puros do estilo manuelino" (Reinaldo dos Santos, O Manuelino). Seria neste templo que os restos mortais de Henrique de Coimbra seriam conservados.
Usou por Armas, como se vê no Livro do Armeiro Mor de 1509: de púrpura, um cordeiro passante de prata e um cordão de São Francisco do mesmo, posto em orla, o que parece modificação das Armas do próprio apelido, certamente por intenção religiosa.